# ملعب إيبروكس
ابروكس ستاديوم هو ملعب كرة قدم في غلاسغو، اسكتلندا افتتح عام 1899. وهو الملعب الرئيسي لنادي رينجرز الكروي. يسع الملعب لجلوس 50,947 متفرج وهو ثالث أكبر ملعب في اسكتلندا.